# Paweł Zalewski

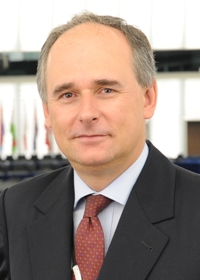
Pawel Zalewski

Paweł Ksawery Zalewski (* 25. September 1964 in Warschau) ist ein polnischer Historiker, Unternehmer und Politiker (UD, PK, KK, SKL, PP, PiS, PO, PL2050). Er war von 1991 bis 1993 und von 2005 bis 2009 und ist erneut seit 2019 Sejm-Abgeordneter in der I., V., VI., IX. und X. Legislaturperiode. Von 2009 bis 2014 war er Mitglied des Europäischen Parlaments. Seit 2023 ist er Staatssekretär im Verteidigungsministerium.

## Leben und Beruf
Im Jahr 1990 beendete Zalewski ein Geschichtsstudium an der Universität Warschau. Von 1991 bis 1996 war er als Adjunkt an der Szkoła Główna Handlowa w Warszawie und im Jahr 1996 in einer internationalen Beratungsfirma angestellt.

## Politik
Während der 80er-Jahre war Zalewski an oppositionellen Publikationen beteiligt und gehörte dem Unabhängigen Studentenverband an. Bei den Gesprächen am Runden Tisch beschäftigte er sich innerhalb einer Arbeitsgruppe mit dem Hochschulwesen. Zwischen 1989 und 1991 war er Berater des Kultusministers. Zudem war er Mitbegründer der konservativen Partei Forum Prawicy Demokratycznej, die im Jahr 1991 in der Unia Demokratyczna aufging. Bei der Parlamentswahl 1991 wurde Zalewski als Listenkandidat der Unia Demokratyczna in den Sejm gewählt. Zwischen 1992 und 1993 war Mitglied der Partia Konserwatywna (PK), die sich an der Fraktion Konwencja Polska beteiligte. Bei der Parlamentswahl 1993 kandidierte er auf der Liste des Wahlbündnisses Katolicki Komitet Wyborczy „Ojczyzna”, an dem sich die PK beteiligt hatte. Da dieses jedoch mit 6,4 % der Stimmen an der für Wahlbündnisse neu eingeführten 8-%-Hürde scheiterte, schied er aus dem Sejm aus. Nach seinem Austritt aus der PK gründete er 1994 mit Kazimierz Michał Ujazdowski die Koalicja Konserwatywna (KK), welche 1999 in die Stronnictwo Konserwatywno-Ludowe (SKL) eingegliedert wurde. Dort war Zalewski stellvertretender Vorsitzender des Parteirates. Im Jahr 2001 gründete er das Przymierze Prawicy (PP) mit, das im Folgejahr in die Prawo i Sprawiedliwość (PiS) integriert wurde. In der PiS war Zalewski Mitglied des Parteivorstandes und bekleidete später den stellvertretenden Parteivorsitz. Zwischen 2002 und 2003 saß er dem Woiwodschaftsvorstand von Masowien bei. Anlässlich der Europawahl 2004 kandidierte er erfolglos als Listenerster für die PiS im Wahlkreis Łódź. Bei der Parlamentswahl 2005 wurde er im Wahlkreis Sieradz in den Sejm gewählt. In der V. Wahlperiode leitete er den Ausschuss für auswärtige Angelegenheiten.
Im Juli 2007 setzte ihn der Parteivorsitzende Jarosław Kaczyński von seinen innerparteilichen Funktionen, wegen angeblicher Illoyalität gegenüber Partei, Regierung und Präsidenten, ab. Die Vorwürfe bezogen sich auf ein Radiointerview vom 3. Juli 2007, in dem sich Zalewski kritisch über die damalige Außenministerin Anna Fotyga geäußert hatte. Im Oktober des gleichen Jahres wurde das Disziplinarverfahren gegen ihn aufgehoben, sodass er seine Funktionen in der Partei wieder aufnehmen konnte. Zur Parlamentswahl 2007 erzielte Zalewski mit 35.524 erhaltenen Wählerstimmen zum dritten Mal ein Abgeordnetenmandat. Kurz darauf legte er zusammen mit den stellvertretenden Parteivorsitzenden Ludwik Dorn und Kazimierz Ujazdowski seine parteiinternen Ämtern nieder. Auf Anordnung Jarosław Kaczyńskis wurde jedem die Mitgliedsrechte entzogen. Am 12. Dezember 2007 gaben Zalewski und Ujazdowski ihre Parteimitgliedschaft auf. 2008 wurde der Verband Mazowsze XXI unter Teilnahme von Zalewski gegründet. Dieser gehörte der landesweiten Initiative Ruch Obywatelski "Polska XXI" an.
Im Jahr 2009 wurde er von der Platforma Obywatelska (PO) zur Europawahl 2009 aufgestellt und trat nachher auch der Partei bei. Mit 51.529 erreichten Wählerstimmen wurde er Mitglied des Europäischen Parlaments. Im Europäischen Parlament schloss er sich den Christdemokraten an und wurde zum stellvertretenden Vorsitzenden des Ausschusses für internationalen Handel gewählt. Im Juli 2011 initiierte er die European Parliament-Ukraine LINK Group, die EU-Abgeordnete verschiedener Fraktionen umfasst und den Integrationsprozess der Ukraine in die Europäische Union unterstützen soll. Im Januar 2013 ernannte der damalige Außenminister Radosław Sikorski ihn zum Co-Präsidenten des Polnisch-Ukrainischen Partnerschaftsforums. Im Zuge der  Europawahl 2014 kandidierte Zalewski vergeblich für eine Wiederwahl. Im Jahr 2016 wurde er Mitglied im Rat der PO-Denkfabrik Instytut Obywatelski. Bei den Selbstverwaltungswahlen 2018 kandidierte er vergeblich für den Woiwodschaftstag in der Woiwodschaft Heiligkreuz.
Bei der Parlamentswahl 2019 kehrte er für die PO auf der Liste des Wahlbündnisses Koalicja Obywatelska in den Sejm zurück. Im Mai 1921 wurden er und Ireneusz Raś durch den Vorstand der Partei aus der Partei ausgeschlossen. Beiden wurde parteischädigendes Verhalten und Unterminierung von Vorstandsbeschlüssen vorgeworfen. Im Oktober des Jahresschloss er sich der von Szymon Hołownia neugegründeten Partei Polska 2050 an. Bei der Parlamentswahl 2023 kandidierte er auf der Liste des Wahlbündnisses Trzecia Droga, an dem sich Polska 2050 beteiligt hatte, erfolgreich für eine weitere Amtszeit im Sejm. Nach der Bildung der neuen Regierung unter Donald Tusk wurde er zum Staatssekretär im Verteidigungsministerium ernannt. Bei der Europawahl 2024 kandidierte er ebenfalls für den Trzecia Droga, wurde aber nicht gewählt.

## Auszeichnungen
- Orden des Sterns der italienischen Solidarität (Großkreuz) – Italien (2006)[21][22]
- Ehrenlegion (Ritter) – Frankreich (2007)

2011 belegte er in einem Ranking bezüglich Lobbyarbeit für die Ukraine des Institutes für Weltpolitik in Kiew den fünften Platz. Das Nachrichtenmagazin Polityka zeichnete ihn als besten Abgeordneten 2006/2007 aus.